# Катерина де Медичи (1593 – 1629)
Вижте пояснителната страница за други личности с името Катерина де Медичи.
Катерина ди Фернандо де Медичи (на италиански: Caterina di Ferdinando de' Medici; * 2 май 1593, Флоренция, Велико херцогство Тоскана; † 17 април 1629, Сиена, пак там) е втората съпруга на Фердинандо Гондзага и така херцогиня на Мантуа и на Монферат (1617 – 1626), управителка на Сиена (1627 – 1629).

## Произход
Тя е третото дете и втората дъщеря на Фердинандо I де Медичи, Велик херцог на Тоскана (1549 – 1609), и Кристина Лотарингска, принцеса от Дом Лотаринги (1565 – 1636). По бащина линия е внучка на Козимо I, велик херцог на Тоскана, и на Елеонора Алварес де Толедо, аристократка от Дом Алварес де Толедо, който е свързан с кралете на Испания. От страна на майка си е внучка на Карл III, херцог на Лотарингия, и на принцеса Клод дьо Валоа. Прабабата на Катерина по майчина линия е френската кралица Катерина де Медичи. Има пет братя и три сестри:
- Козимо II (1590 – 1621), 4-ти Велик херцог на Тоскана
- Елеонора (1591 – 1617)
- Франческо (1594 – 1614), княз на Капестрано, барон на Карапеле, господар на Кастел дел Монте, Офена и Буси, военен.
- Карло (1596 – 1666), кардинал
- Филипо, нар. Филипино (1598 – 1602)
- Лоренцо (1599 – 1648), испански гранд с обръщението „дон“, военен и дипломат
- Мария Мадалена (1600 – 1633)
- Клавдия (1604 – 1648), съпруга от 1621 г. на Федерико Убалдо дела Ровере, херцог на Урбино, и от 1626 г. на Леополд V, ерцхерцог на Предна Австрия.

## Биография

### Начални години и брачни планове
Катерина получава добро образование, но няма нито специални таланти, нито изключителни интелектуални способности или волеви качества на характера. Отрано проявява склонност към монашески начин на живот, но поради династични съображения ѝ се търси съпруг. Има връзка на довереница с майка си. Тяхната кореспонденция е оцеляла, включително шестстотин писма, в които вдовстващата Велика херцогиня подкрепя дъщеря си след брака.
Със значителни средства великите херцози на Тоскана могат да разчитат на достойни партии за принцесите от Дом Медичи. Първият човек, който поисква ръката на Катерина, е принц Виктор Амадей, бъдещият херцог на Савоя. Дворът във Флоренция обаче се заинтересува от проекта за династичен съюз на Катерина с Хенри Стюарт, принц на Уелс. Преговорите с крал Джеймс I за евентуална сватба на престолонаследника на Англия и Шотландия и тосканската принцеса започва братът на Катерина, Великият херцог Козимо II де Медичи. За тази цел през 1612 г. той изпраща свой таен пратеник в двора в Лондон. Джеймс I, крал на Англия и Шотландия, намира предложението на Великия херцог за привлекателно. Нуждаещият се от пари монарх е впечатлен от размера на зестрата – 600 хил. крони, която дворът във Флоренция дава за булката. От страна на Великия херцог единственото условие е да предостави на Катерина, както и на двора на бъдещата кралица, свобода на религията. Така Козимо II се надява да получи разрешение от папа Павел V за брака на католическа принцеса с протестантски принц. Светият престол създава комисия от петима кардинали, на които са поверени организационните въпроси. След известно време зестрата на булката е увеличена до 1 млн. крони, а дворът в Лондон се съгласява да предостави свобода на религията на Катерина и членовете на нейния двор, но това не е достатъчно за Светия престол. Продължителните преговори са усложнени от намесата на френската кралица Мария дьо Медичи, която също планира да омъжи една от дъщерите си за Принца на Уелс. Проблемът приключва сам, когато през ноември 1612 г. принцът на Уелс почива от коремен тиф.

### Брак с Фердинандо Гонзага
През 1616 г. Великият херцог на Тоскана получава предложение да омъжи Катерина за Фердинандо I Гонзага, херцог на Мантуа и на Монферат. Преди да стане херцог, младоженецът е кардинал от 1607 г., но след смъртта на по-големия си брат, който не оставя потомство, на 6 ноември 1616 г. се отказва от ранга си. Козимо II знае за тайния брак на Фердинандо I с аристократката Камила Фаа и въпреки факта, че този брак е обявен за невалиден, Великият херцог иска да провери точността на тази информация. Той се съгласява на брака на сестра си и херцога едва след като получава разрешение от Светия престол за това. Брачната церемония се състои на 12 февруари 1607 г.
Катерина, не желаейки да се примири с присъствието на Камила Фаа в живота на съпруга си, първо успява да премести благородничката в Манастира на кармелитите в Мантуа, след това в Манастира на кларисинските във Ферара, където през 1622 г. тя полага монашески обети с името Катерина Камила. Извънбрачното им дете живее в херцогския двор. Катерина се отнася към момчето с любов, но не позволява на съпруга си да го узакони. Самата херцогиня има два спонтанни аборта. Бракът им с херцога се оказва бездетен и нещастен, въпреки че отношенията между съпрузите са спокойни.
Херцогинята свободно се разпорежда с лични средства, които харчи за благотворителност. Тя дарява пари на манастири и организации, които помагат на жени в трудна ситуация. Тя също така обича да осигурява зестра за момичета от бедни семейства.

### Вдовство и смърт
Фердинандо I умира на 29 октомври 1626 г. Вдовицата му Катерина решава да напусне двора в Мантуа. Има няколко причини за това. Бидейки склонна към уединен и спокоен живот, тя не обича придворната суета. В допълнение първата съпруга на покойния херцог, Камил Фаа, все още има правото да използва подписа и печата на Дома Гондзага, което дразни законната му вдовица. Ето защо малко след смъртта на съпруга си Катерина се премества от херцогския дворец в манастира „Света Урсула“. Тя прави това по съвет на своя изповедник Фулдженцио Джема.
Преместването на Катерина в манастир не се харесва на брат ѝ, Великия херцог, по чието настояване тя се завръща в двора във Флоренция. Завръщането ѝ в родината се забавя за известно време поради разрешаването на проблема, свързан със съдържанието, заложено за нея като вдовстваща херцогиня.
През юни 1627 г. Катерина се установява в Двореца Пити. Виждайки как сестра му е обременена от дворцовия живот, Великият херцог я назначава за губернаторка на Сиена. През юли 1627 г. тя се премества в Сиена. Агостино Киджи е назначен за съветник на Катерина. Единственият въпрос, повдигнат по време на нейното управление в града, е въпросът за забраната на огнестрелните оръжия. Но и тук окончателното решение е оставено на великия княз. Самата Катерина посвещава по-голямата част от времето си на посещение на местните манастири в компанията на дами от благороднически семейства. Тя следи с голямо внимание морала и реда както в своя двор, така и в самата Сиена. Вдовстващата херцогиня не се отказва от идеята да положи монашески обет. По заповед на Катерина архитектът Пиетро Петручи трябва да преустрои частна къща в града в манастир, но тази поръчка остава неизпълнена. През 1629 г., малко преди смъртта си, тя целува реликва – главата на своята покровителка Света Екатерина Сиенска.
Катерина Медичи умира от едра шарка в Сиена на 17 април 1629 г. на 36-годишна възраст. В катедралата е отслужена тържествена панихида за вдовстващата херцогиня, на която Герардо Сарацини чете молитва за мъртвите над ковчега на починалата. Според завещанието ѝ тя е погребана в църквата Сан Лоренцо във Флоренция.

## Катерина де Медичи в изкуството
Запазени са няколко приживе портрети на Катерина де Медичи на различни възрасти от различни художници. Най-ранното изображение на херцогинята е портрет от 1595 г. на Тиберио Тити, който е в частна колекция. Изобразява я на 18-месечна възраст. Портретът от около 1598 г. от Кристофано Алори, показващ Катерина с по-малкия ѝ брат Франческо, е в колекцията на Палатинската галерия в Дворец Пити във Флоренция. Портрет от 1618 г., приписван на Тиберио Тити, е в колекцията на Историческия музей на лова и териториите във Вила „Медичи“ в Черето Гуиди. В колекцията на Палатинската галерия се съхранява и портрет на херцогинята от Юстус Сустерманс от края на 1621 г., рисуван по време на престоя на художника в двора в Мантуа.